# بوليسترين سلفونات
بوليسترين سلفونات (بالإنجليزية: Polystyrene sulfonate)‏ سلفونات البوليسترين هي مجموعة من الأدوية المستخدمة لعلاج ارتفاع البوتاسيوم في الدم. التأثير عادة ما يستغرق ساعات إلى أيام. كما أنها تستخدم لإزالة البوتاسيوم والكالسيوم والصوديوم من المحاليل في التطبيقات التقنية. الآثار الجانبية الشائعة تشمل فقدان الشهية، واضطراب الجهاز الهضمي، والإمساك، وانخفاض الكالسيوم في الدم.
هذه البوليمرات مشتقة من البوليسترين عن طريق إضافة مجموعات وظيفية للسلفونات.
تمت الموافقة على سلفونات بوليسترين الصوديوم للاستخدام الطبي في الولايات المتحدة في عام 1958. تبلغ تكلفة الجرعة الواحدة في الولايات المتحدة حوالي 13.50 دولارًا أمريكيًا بينما تكلف 30 جرعة حوالي 64.00 دولارًا أمريكيًا اعتبارًا من عام 2019.